# Gutulia-Nationalpark
Der Gutulia-Nationalpark (norwegisch Gutulia nasjonalpark) ist der zweitkleinste norwegische Nationalpark. Er gehört zur Gemeinde Engerdal im Fylke Innlandet. Der Nationalpark wurde am 20. Dezember 1968 mit einer Größe von 18 km² eingerichtet, um die dortige Landschaft mit ihren nahezu unberührten Wäldern, Sumpf- und Bergregionen und das kulturelle Erbe zu schützen sowie die biologische Vielfalt dieser einzigartigen Flora und Fauna zu erhalten. 2004 wurde er auf 22,563 km² erweitert.
Das Gebiet grenzt im Osten an Schweden und geht dort ins Rogens Naturreservat über. Nur 5 km vom Park entfernt befindet sich der Femundsmarka-Nationalpark.

## Geografie, Landschaft und Geologie
Der Nationalpark besteht im Wesentlichen aus einem für norwegische Verhältnisse hochgelegenen Waldgebiet. Der tiefste Punkt im Nationalpark liegt bei 615 m, der höchste Punkt ist der Gipfel des Berges Gutuliviola mit einer Höhe von 949 m. Der Boden besteht überwiegend aus nährstoffarmem Sandstein. Der größte See im Park ist der Valsjøen, der Hauptfluss des Gebietes ist die Gutua. Alle Gewässer des Parks fließen entweder nach Osten oder Südosten nach Schweden. Im Süden liegt der Gutulisjøen und im Norden verläuft die Reichsstraße 221.

## Flora und Fauna
Der Nationalpark wurde eingerichtet, um einen für diese Gegend typischen Urwald zu schützen. Die hier wachsenden Bäume sind ungewöhnlich hoch und ungewöhnlich alt. Viele Bäume sind mehrere hundert Jahre alt. Die am meisten verbreitete Baumart ist die Kiefer, gefolgt von der Fichte. Seitdem das Waldgebiet nicht bewirtschaftet wird, bleiben abgestorbene Bäume stehen bzw. umgefallene Bäume liegen und vermitteln damit ein besonderes Gefühl von Unberührtheit. Es hat in den letzten Jahrhunderten immer wieder Waldbrände gegeben.
Die größten Säugetiere im Nationalpark sind Elch, Reh, Rotfuchs, Baummarder, Nerz, Biber und Fischotter. Gelegentlich sieht man auch Bergrentiere im Park. Die häufigsten Vogelarten sind typische Wald- und Bergvögel wie Bergfink und Baumpieper, aber auch Fitis.

## Kulturerbe
Im südwestlichen Teil des Parks wurde im Zeitraum von 1750 bis 1949 Landwirtschaft betrieben. 13 Häuser aus dieser Periode sind erhalten geblieben. Das Gebiet dürfte im 16. Jahrhundert vom Volk der Samen als Weideland benutzt worden sein.

## Tourismus und Verwaltung
Es befindet sich im Nationalpark nur ein markierter Weg. Er führt vom See Gutulisjøen, der außerhalb des Nationalparks liegt, 3 km zum Almgebiet Gutulisetra.
Seit 1990 wird der Gutulia im Rahmen eines Forschungsprojektes beobachtet. Ziel der Forschungen ist es, die Auswirkungen verschiedener Verschmutzungen auf die unterschiedlichen Lebensräume und Organismen im Park zu überwachen.